# ソフト・パレード
ソフト・パレード(The Soft Parade)は、1969年に発売されたドアーズのアルバム。全米6位を記録。第1弾シングル「タッチ・ミー」は全米3位のヒット。本作はホーン・セクションやストリングスが大幅に取り入れた全体的にポップな作風となったが、以前の作品に比べて低い評価を受けた。

## 曲目
1. テル・オール・ザ・ピープル - Tell All the People (Krieger) 3:21
2. タッチ・ミー - Touch Me (Densmore, Krieger, Manzarek, Morrison) 3:12
3. シャーマンズ・ブルース - Shaman's Blues (Densmore, Krieger, Manzarek, Morrison) 4:48
4. ドゥー・イット - Do It (Krieger, Morrison) 3:09
5. イージー・ライド - Easy Ride (Morrison) 2:43
6. ワイルド・チャイルド - Wild Child (Densmore, Krieger, Manzarek, Morrison) 2:36
7. ラニン・ブルー - Runnin' Blue (Krieger) 2:27
8. ウィッシュフル・シンフル - Wishful Sinful (Krieger) 2:58
9. ソフト・パレード - The Soft Parade (Densmore, Krieger, Manzarek, Morrison) 8:36